# Сарипуль (Лахш)
Сарипуль (тадж. Сарипул, до марта 2022 г. — Кашот) — село в Истиклольском сельском джамоате Лахшского района, его центр. Расстояние от села до центра района — 36 км. Население — 1475 человек (2017 г.), таджики.